# Antoine Walker
Antoine Walker (Chicago, 12 d'agost de 1976) és un exjugador estatunidenc de bàsquet professional de l'NBA, on i va jugar 12 temporades, des de 1996 fins a 2008. Començant en els Boston Celtics sent ell el 6è en el draft del 96. Actualment mesura 2,06 metres i pesa 111 kg, jugava en la posició d'aler.

## Biografia
Antoine Walker, nascut a USA, Chicago, Illinois el 12 d'agost del 1976. Fill de Diane Walker (mare) i Dennis seats (pare). Va estudiar a Mount Carmel High School i va anar a la Universitat de Kentucky on va començar la seva carrera com a jugador.

## Trajectoria esportiva

### Universitat
Va començar la seva carrera Universitària a la NCAA a la Universitat de Kentucky, durant dues temporades sent un jugador clau per l'equip amb unes estadístiques de mitjana molt bones 11,7 punts i 6,5 rebots per partit. Gràcies a aquestes estadístiques ell es va veure capacitat per entrar en el draft de l'NBA i va mostrar el seu interès públicament.

### A la NBA
Va començar l'any 1996 als Boston Celtics sent escollit en el draft del 96 en 6a posició, fent una primera temporada molt bona i aconseguint la titularitat ràpidament, amb molt bones estadístiques anotant 17,5 punts i agafant 9 rebotes per partit, el que va provocar que fos escollit en el millor quintet de rookiesd'aquell any.
Les properes 7 temporades va continuar als Boston Celtics tenint un rendiment bastant correcte amb unes anotacions de quasi 20 punts per partit i 10 rebots, cosa que el va fer arribar en 3 ocasions al partit de les estrelles (all-Star), una vegada va ser fins i tot titular en una ocasió votat pel públic.
L'any 2003-04 va ser traspassat dels Boston Celtics als Dallas Mavericks, on el seu rendiment va decaure notablement. En conseqüència, l'any següent el van traspassar als Atlanta Hawks on el seu rendiment no va millora, i a meitat de temporada va tornar a Boston, l'any 2005 va ser traspassat els Miami Heat, florida. En els Miami Heat va mantenir el nivell baix en conseqüència va perdre la titularitat, malgrat tot aquell any va guanyar el títol de l'NBA marcat 14 punts i agafant 11 rebots en el partit decisiu.
El 2007 va ser traspassat dels Miami a Minnesota Timberwolves per acabar la seva carrera allà. Amb 46 partits al club i només 1 com a titular, el 19 de desembre de 2008 va ser despatxat i es va convertir en agent lliure. El 2010 el varen fixar a la lliga porto-riquenya BSN en els Mets de Guaynabo. Allà només va disputar 12 partits amb unes estadístiques de 12,4 punts i 8,9 rebots per partit, més endavant el van ser acomiadat, a causa de la baixa forma hi ha una molèstia d'una lesió.

## Estadístiques[4]
POS: Posició PJ: Partits jugats PT: Partits titular PPP: Punts per partit 
RPP: Rebots per partit APP: Assistències per partit ROB: pilotes robades per partit 
| Temporada | Edat | Equip | POS | PJ | PT | PPP  | RPP  | APP | ROB |
| --------- | ---- | ----- | --- | -- | -- | ---- | ---- | --- | --- |
| 1996-97   | 20   | Bost  | AL  | 82 | 66 | 17.5 | 9.0  | 3.2 | 1.3 |
| 1997-98   | 21   | Bost  | AL  | 82 | 82 | 22.4 | 10.2 | 3.3 | 1.7 |
| 1998-99   | 22   | Bost  | AL  | 42 | 41 | 18.7 | 8.5  | 3.1 | 1.5 |
| 1999-00   | 23   | Bost  | AL  | 82 | 82 | 20.5 | 8.0  | 3.7 | 1.4 |
| 2000-01   | 24   | Bost  | AL  | 81 | 81 | 23.4 | 8.9  | 5.5 | 1.7 |
| 2001-02   | 25   | Bost  | AL  | 81 | 81 | 22.1 | 8.8  | 5.0 | 1.5 |
| 2002-03   | 26   | Bost  | AL  | 78 | 78 | 20.1 | 7.2  | 4.8 | 1.5 |
| 2003-04   | 27   | Dall  | AL  | 82 | 82 | 14.0 | 8.3  | 4.5 | 0.8 |
| 2004-05   | 28   | Atal  | AL  | 53 | 53 | 20.4 | 9.4  | 3.7 | 1.2 |
| 2004-05   | 28   | Bost  | AL  | 24 | 24 | 16.3 | 8.3  | 3.0 | 1.0 |
| 2005-06   | 29   | Maia  | AL  | 82 | 19 | 16.3 | 5.1  | 2.0 | 0.6 |
| 2006-07   | 30   | Maia  | AL  | 78 | 15 | 8.5  | 4.3  | 1.7 | 0.6 |
| 2007-08   | 31   | Maia  | AL  | 46 | 1  | 8.0  | 3.7  | 1.0 | 0.7 |

## Assoliments personals
- Un títol de la NBA l'any 2005-06 en el que va ser important amb 14 punts i agafant 11 rebots en el partit decisiu.
- 3 cop a l'AllStar un com a titular per decisió del públic
- Quintet de rookies la temporada 1996-97
- 6è en el draft del 1996